# Tahmina Nijozowa
Tahmina Nijozowa (tadż. Таҳмина Ниёзова, ur. 14 lutego 1989) – tadżycka piosenkarka.

## Życiorys
Urodziła się w rodzinie o tradycjach muzycznych. Jej dziadek Bojmuhammad Nijozow (tadż. Боймуҳаммад Ниёзов) był znakomitym wykonawcą muzyki szaszmakom. W 2012 roku ukończyła z wyróżnieniem wydział dziennikarstwa Słowiańskiego Uniwersytetu Tadżycko-Rosyjskiego. Na tadżyckiej scenie muzycznej zadebiutowała w 2003 roku, licząc sobie 14 lat. Następnie wokalistka była nominowana do wielu nagród państwowych i międzynarodowych, m.in. Big Apple Music Awards 2015. W 2007 roku przyznano wokalistce wyróżnienie „Piosenka Roku” (tadż. Суруди сол). Przełomowy dla jej kariery był rok 2008, kiedy zdobyła Grand Prix Festiwalu Interwizji piosenką Hero. W tymże roku została Ambasadorem dobrej woli Republiki Tadżykistan. Reprezentuje Tadżykistan podczas Festiwali Piosenki w Baku, na Białorusi, w Rosji i innych krajach Wspólnoty Niepodległych Państw. Swoje piosenki wykonuje przeważnie w językach tadżyckim, rosyjskim i angielskim. Fanów piosenkarki przykuwa nie tylko jej głos, ale i powabny wygląd. Stąd pochodzi jej przezwisko „Sexy baby”.

## Dyskografia
po tadżycku
- ‘Занги телефон’ (Dzwonek telefonu)

po rosyjsku
- 'Ty tolko pozovi' (Tylko zawołaj)

po angielsku
- ‘Hero’
- 'Boom Boom Boom' (5. miejsce na międzynarodowym festiwalu muzycznym "Sunčane Skale" na Czarnogórze)
- 'Fairytale about love' (Single 2013)